# José Manuel Blecua Teijeiro
José Manuel Blecua Teijeiro (Alcolea de Cinca, 10 novembre 1913 – Barcellona, 9 marzo 2003) è stato un filologo e critico letterario spagnolo, ordinario di letteratura spagnola all'Università di Barcellona e  accademico onorario della Real Academia Española,.

## Biografia
Blecua fece la maturità nel collegio Santo Tomàs de Aquino di Saragozza, diretto da Miguel Labordeta (padre del cantautore, poeta e politico José Antonio Labordeta e di suo fratello Miguel Labordeta). Nell'Università di Saragozza seguì i corsi di diritto e di lettere e filosofia allo stesso tempo, e si laureò in entrambe le discipline con premio straordinario. Superò il concorso pubblico a professore delle scuole superiori, lavoro che svolse finché prese possesso della cattedra di storia della lingua e della letteratura spagnola all'Università di Barcellona nel 1959. Il suo nome si trova, insieme a quelli di Eugenio Frutos Cortés, Gustavo Hurtado Muro, Samuel Gili Gaya, Gerardo Diego, nel ruolo epurato del Bollettino Ufficiale dello Stato del 1º marzo 1940 (pagine 1530/33), nel quale si procede alla "scorrimento delle graduatorie nel Ruolo degli Ordinari delle Scuole superiori* dopo la Guerra Civile (ordinanze del 14 e 23 febbraio 1940). Prima nel 1935 fu destinato all'Istituto di Cuevas di Almanzora (Almería) fino alla guerra civile in cui fu chiamato alle armi. Nel Bollettino Ufficiale dello Stato del 16 agosto 1939 è confermato come ordinario all'Istituto di Haro (Logroño). Fu per breve tempo nel Núñez de Arce di Valladolid e poi nell'Istituto Goya di Saragozza, dove diede lezioni ad allievi in seguito importanti come Gustavo Bueno, Féliz Monge, Manuel Alvar, Tomás Buesa e altri. Nel 1959 si trasferì all'Università di Barcellona, dove fu uno dei creatori dell'Istituto di filologia spagnola e continuò a fare ricerche su Jorge Guillén e l'infante Don Juan Manuel, e scrisse una tesi di dottorato su El cancioniero de 1628, una lunga poesia di Adrián de Prado.
Blecua si specializzò in poesia e letteratura del Siglo de Oro, sulla quale pubblicò numerosi libri, e realizzò una monumentale edizione critica della poesia di Francisco de Quevedo. Curò anche un'importante antologia della poesia spagnola del Rinascimento.
Era padre dei filologi José Manuel Blecua Perdices (che fu direttore della Real Academia de la Lengua) e Alberto Blecua

## Premi
- Nel 1993 gli venne assegnato il VII Premio Internazionale Menéndez Pelayo.

## Omaggi
- Un istituto di Saragozza, nel quartiere di La Paz, porta il suo nome.

## Opere
- Los pájaros en la poesía española, 1943.
- Las flores en la poesía española, 1944.
- Preceptiva literaria y nociones de gramática histórica, Saragozza: Aula, 1944.
- Historia general de la literatura, Saragozza: Librería General, 1944.
- El mar en la poesía española, 1945.
- Lengua española, Saragozza: Librería General, 1959.
- Los géneros literarios y su historia, Saragozza: Librería General, 1961.
- Historia y textos de la literatura española, Saragozza: Librería General, 1963.
- Sobre poesía de la Edad de Oro: ensayos y notas eruditas, Madrid: Gredos, 1970.
- Sobre el rigor poético en España y otros ensayos, Barcellona: Ariel, 1977.
- La vida como discurso: temas aragoneses y otros estudios, Saragozza: Heraldo de Aragón, 1981.
- Homenajes y otras labores, Saragozza: Institución Fernando el Católico, 1990.

Edizioni curate da José Manuel Blecua Teijeiro:
- Lope de Vega, El caballero de Olmedo, Saragozza: Ebro, 1941.
- Juan de Mena, El laberinto de Fortuna, o las Trescientas, Madrid: Espasa-Calpe, 1943.
- Luis de Góngora, Poesía, Zaragoza: Ebro, 1944. 2.ª ed.
- Luis Quiñones de Benavente, Entremeses, Saragozza: Ebro, 1945.
- Fernán Pérez de Guzmán. Fernando del Pulgar, Generaciones y semblanzas. Claros varones, Saragozza: Ebro, 1945. 2.ª ed.
- Cancionero de 1628: edición y estudio del cancionero 250-2 de la Biblioteca Universitaria de Zaragoza, Madrid: Revista de Filología Española, 1945 (annesso 32).
- Escritores costumbristas, Saragozza: Ebro, 1946.
- Fernando de Herrera, Rimas inéditas, Madrid: CSIC, Institución Antonio de Nebrija, 1948.
- Lupercio y Bartolomé Leonardo de Argensola, Rimas, Saragozza: Institución Fernando el Católico, 1950-1951.
- Don Juan Manuel, Libro infinido. Tractado de la Asunción, Saragozza: Universidad de Granada, 1952.
- Juan de Chen, Laberinto amoroso de los mejores romances que hasta agora han salido a luz, Madrid: Castalia, 1953.
- Francisco de Quevedo, Lágrimas de Hieremías castellanas, Madrid: CSIC, 1953 (con Edward M. Wilson).
- Lope de Vega, La Dorotea, Madrid: Universidad de Puerto Rico, Revista de Occidente, 1955.
- Antología de la poesía española: lírica de tipo tradicional Madrid: Gredos, 1956 (con Dámaso Alonso).
- Poesía romántica: antología, Zaragoza: Ebro, 1956. 4.ª ed.
- Floresta de lírica española Madrid: Gredos, 1957.
- Lope de Vega, Peribáñez y el comendador de Ocaña, Saragozza: Ebro, 1959. 5.ª ed.
- Luis de Góngora, Fábula de Polifemo y otros poemas, Saragozza: Aula, 1960.
- Baltasar Gracián, El criticón, Saragozza: Ebro, 1960. 3.ª ed.
- Francisco de Quevedo, Poesía original completa, Barcellona: Planeta, 1963.
- Francisco de Quevedo, Obra poética, Madrid: Castalia, 1969-1971.
- Lope de Vega, Obras poéticas, Barcellona: Planeta, 1969.
- Jorge Guillén, Cántico: 1936, Barcellona: Labor, 1970.
- Francisco de Quevedo, Poemas satíricos y burlescos, Barcellona: Llibres de Sinera, 1970.
- Don Juan Manuel, El conde Lucanor, Madrid: Castalia, 1971.
- Francisco de Quevedo, Poemas escogidos, Madrid: Castalia, 1972.
- Fernando de Herrera, Obra poética, Madrid: Real Academia Española, 1975.
- Lope de Vega, Lírica, Madrid: Castalia, 1981.
- Don Juan Manuel, Obras completas, Madrid: Gredos, 1981-1983.
- Poesía de la Edad de Oro, Madrid: Castalia, 1982.
- Don Juan Manuel, El conde Lucanor. Crónica abreviada, Madrid: Gredos, 1983.
- Lope de Vega, Antología poética, Barcellona: Planeta, 1984.
- Luis de León, Poesía completa, Madrid: Gredos, 1990.
- Luis de León, Cantar de los Cantares de Salomón, Madrid: Gredos, 1994.